# سلعة أساسية

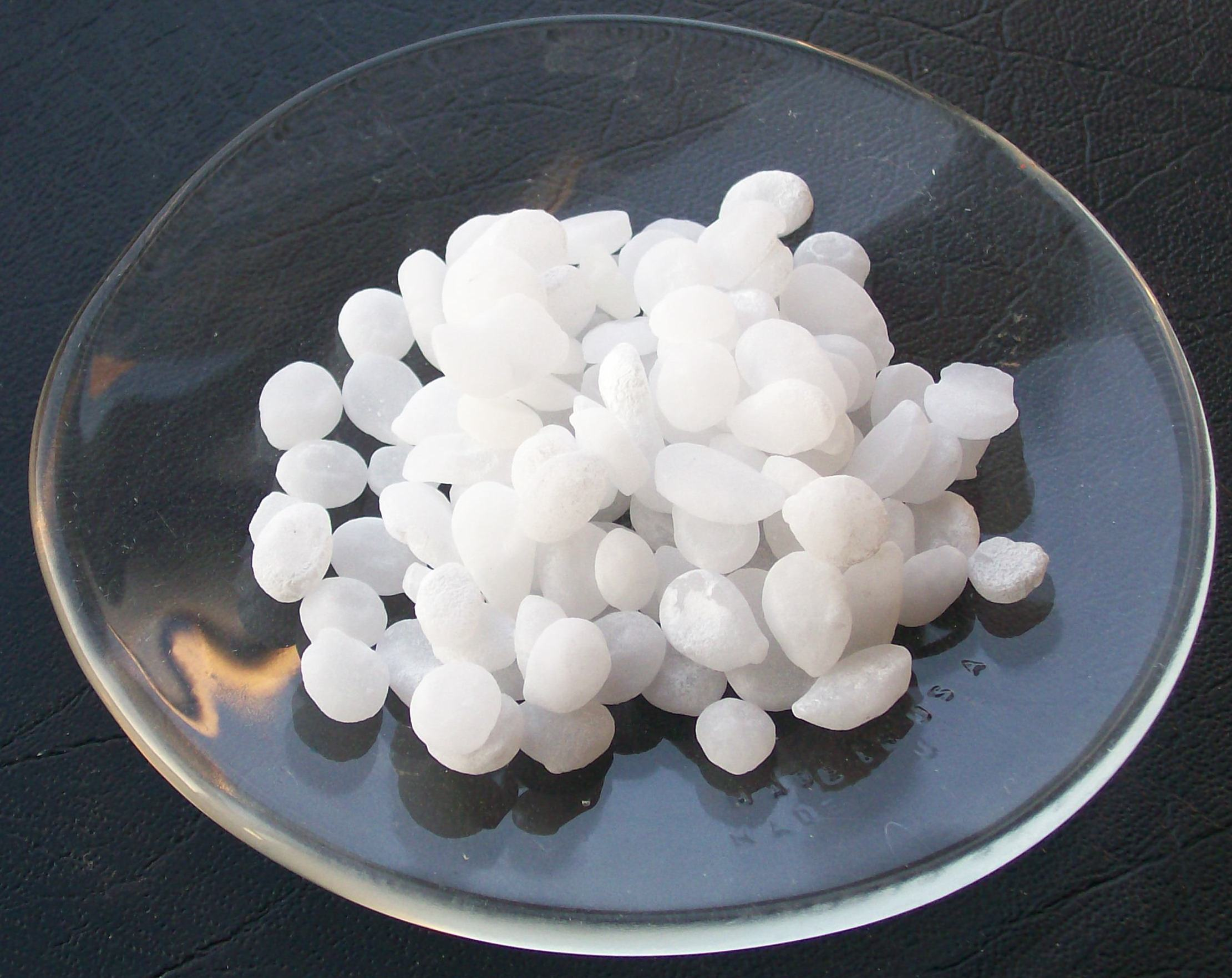

السلع الأساسية هي السلع والأشياء ذات القيمة، وذات النوعية الموحدة، والتي تنتج بكميات كبيرة من قبل منتجين كثيرين ومختلفين. وتشمل المواد الطبيعية والموارد الأساسية والمواد الغذائية والمنتجات الزراعية مثل خامات الحديد والنفط الخام والفحم، والإيثانول والملح والسكر والبن وفول الصويا ومنتجات الألومنيوم والنحاس، والأرز والقمح والذهب والفضة والبلاتين والحبوب، والمعادن.
وهي قابلة للتبادل مع منتج آخر من نفس النوع، وتتيح هذه السلع للمستثمرين الشراء أو البيع بها، وبالنسبة لأسعار هذه السلع فهي تخضع للعرض والطلب. حيث يتقلب سعرها يوميا على أساس العرض والطلب العالميين.
وفي بعض الدول يكون هناك نظام اقتصادي يأمر بوضع تسعيرة جبرية لهذه السلع الأساسية والمنتجات الاستراتيجية، مثل زيت الزيتون والسكر والأرز، والأسمدة، والحديد والأسمنت. حيث أن واحدة من الخصائص المميزة للسلعة الجيدة هي أن يتم تحديد سعرها من السوق ككل.
وفي الاقتصاد السياسي الكلاسيكي، وخصوصا في نقد كارل ماركس الاقتصادي السياسي، تم تعريف السلعة الأساسية على أنها أي سلعة أو خدمة تنتجها اليد العاملة البشرية وتعرض كمنتج للبيع في السوق عموماً. كما أن بعض السلع الأخرى المسعرة أيضا تعامل كسلع أساسية، مثل قوة العمل البشرية، والأعمال الفنية، حتى على الرغم من أنها قد لا تكون منتجه خصيصاً للسوق، أو قد تكون هذه السلع غير قابلة للإنتاج أصلاً.
كلمة السلع الأساسية استخدمت في اللغة الإنجليزية في القرن الخامس عشر، وقد اشتقت من الكلمة الفرنسية "commodité".
بشكل عام، فإن ما يحرك سوق السلع الأساسية هو نمو الاقتصاد العالمي. وكلما تقدم الاقتصاد، زاد الطلب على السلع الأساسية. إن توجهات الاقتصاد العالمي تتوقع بأن يتوجه المزيد من الناس نحو المدن والاستفادة من التكنولوجيا الحديثة. وهذا يزيد من الحاجة إلى البنى التحتية، مثل: المياه، الإسكان، المكاتب، المصانع والمواصلات. وكل هذا يؤدي إلى المزيد من الطلب على السلع الأساسية.

## أسواق السلع الأساسية
أسواق السلع الأساسية هي الأسواق التي يتم تبادل المواد الخام أو المنتجات الأولية بها، كما يتم شراء هذه المواد الخام وبيعها في عقود موحدة.
تعتبر أسواق السلع الأساسية من أهم الأسواق، فتُشير التقارير إلى أنه يتم يومياً تداول نفط وغاز طبيعي بقيمة تبلغ نحو ملياري دولار في بورصة البترول الدولية في لندن. أما حجم التبادل الذي يتم في سوق لندن لتداول المعادن فيقدر بنحو 2 ترليون دولار سنوياً، وتجارة السلع تعتبر من أقدم أشكال التجارة لكنها تنطوي على عناصر كثيرة بدايةً من ربط العقود الآجلة في البورصة وحتى تفريغ البواخر في الميناء.
بالرغم من التطور المذهل الذي شهدته أسواق السلع منذ نشأتها عام 1848 م يبقى الحدث الأبرز وراء تطور هذه الأسواق هو ظهور العقود الآجلة عام 1851 م، وكان الهدف الأساسي لهذه العقود هو: إتاحة المجال أمام المتعاملين للاتفاق على تفاصيل بيع وشراء سلعة في المستقبل، حيث يوافق البائع على تسليم المشتري لكمية معينة من سلعة ما في تاريخٍ مستقبلي مقابل سعر يحدد عند إبرام العقد الآجل بغض النظر عن سعر السلعة يوم التسليم، ومع مرّ السنين أصبح بالإمكان تداول هذه العقود الآجلة وانتقالها من يدٍ إلى أخرى في البورصات العالمية وذلك بعد أن أصبح لهذه العقود أسعاراً تدرج يومياً وتتأرجح وفقاً للتغيرات في سعر السلعة المرتبطة بالعقد. إذاً احتساء فنجانٍ من القهوة أو تزويد السيارة بالبنزين هي أمور طبيعية للغاية نواجهها بشكلٍ يومي دون إعارة كثير من الاهتمام لها إلا أنها تمثل فرصاً لجني مليارات الدولارات من الأرباح يومياً للكثير من المتداولين حول العالم.

## التجارة في السلع الأساسية وأثرها في التنمية
هناك علاقه وثيقه بين التنمية والتجارة في السلع الأساسية، حيث من خلال تعزيزإنتاج السلع الأساسية والاتجاربها يمكن فيها الإسهام في الحد من الفقر.
وتشير الإحصائيات إلى ان هناك ثلاثة ارباع الناس الذين يعيشون بأقل من دولار واحد في اليوم عددهم 1,2 مليار شخص يعيشون في المناطق الريفية ويعملون فيها. ونحو نصف جياع العالم هم من مجتمعات صغار المزارعين و20% من الناس ريفيون من غير ملاك الأراضي، وقرابة 10% اخرون يعيشون في مجتمعات تتوقف معيشتها على الرعي أو صيد الأسماك أو موارد الغابات.
وهناك فرص للبلدان النامية التي تعتمد على السلع الأساسية ومنها العراق لتحسين اقتصادياتها وعائداتها وذلك من خلال عدد من الإجراءات منها:
1. التوريد العالمية: تحسين مشاركة المنتجين في البلدان النامية في مراحل
2. العمل على تحسين القدرة التوريدية لمنتجي السلع الأساسية من البلدان النامية
3. إدارة قطاع السلع الأساسية

## أسعار السلع الأساسية
مؤشر أسعار السلع الأساسية هو ثابت ماندان أو متوسط (الموزون) للسلع الأساسية المختارة، وهي مصممة لتكون ممثلة لفئة واسعة من السلع أو لفئة فرعية معينة من السلع، مثل الطاقة والمعادن.
المكونات في مؤشر أسعار السلع الأساسية على نطاق واسع يمكن تصنيفها في الفئات التالية:
- الطاقة
- المعادن
- معادن عادية ومصنوعاتها
- المعادن الثمينة
- الزراعة
- الحبوب
- البرامج
- الثروة الحيوانية

## عوائد السلع الأساسية
يقصد بذلك المال الذي يأتي من قيمة السلع الأساسية، فهو يأتي من الأشياء التي لها قيمة في حد ذاتها، حيث أن السلع الأساسية يتم استخدامها كوسائط للتبادل وتشمل الذهب والفضة والنحاس والملح والفلفل، والحجارة الكبيرة، وزينة الأحزمة، والقذائف، والكحول والسجائر والقنب، والحلوى، والشعير إلخ. وهذه البنود كانت تستخدم في بعض الأحيان، في تقييم مختلف السلع أو في اقتصاد أنظمة الأسعار.

## الاستثمار في السلع الأساسية
الاستثمار في السلع الأساسية يعتبر كنزاً لا يمكن التغاضي عنه لأسباب كثيرة؛ أهمها:
1. أن العالم سيبقى دائما بحاجة إلى السلع
2. مع مرور الوقت فإن عدد السلع يتقلص يوماً بعد يوم
3. الحصول على موارد عالمية في السنوات الأخيرة ليس أمراً سهلاً كما كان في الماضي. حتى في ضوء التكنولوجية المتقدمة في العالم، فيتوجب الحفر أعمق بكثير للعثور على النفط والتنقيب أكثر بكثير في الأرض للعثور على النحاس. وهذا بالطبع سيناريو مثالي لأي مستثمر.
4. الموارد شحيحة للغاية، والمطلوب هو التركيبة السحرية التي سوف تؤدي حتما إلى الاستثمار الناجح.

من مميزات سوق السلع التنوع؛ فالسلع الزراعية، والثروة الحيوانية، والمعادن، والنفط والغاز هي بعض الأسس التي يقوم عليها الاقتصاد العالمي. كل هذه الموارد تتقلب في الاتجاه المعاكس من الأسهم والسندات. ليس ذلك فحسب، فالموارد الطبيعية توفر آلية فعالة للغاية مقابل الدولار، فمنذ الأزل، وعندما يسقط الدولار، ترتفع قيمة السلع الأساسية.